# 別刊朝日新聞
別刊朝日新聞（べっかん・あさひしんぶん）は、朝日ニュースターで放送されていた報道教養番組である。

## 概要
最近の世界情勢について、毎回ある一つのテーマに沿って、朝日新聞編集員や第一線記者、またそのテーマについての専門性のある有識者との対談を通して、新聞やテレビニュースとは違った角度から深く掘り下げた解説を展開する。毎週金曜22時から23時に生放送され、翌週再放送が随時行われる。
朝日ニュースターの経営母体が衛星チャンネル（朝日新聞社の子会社）からテレビ朝日に移行されるための抜本的な編成の見直しのため、2012年3月30日の放送をもって終了となった。このため、同年3月16日の回では「放送メディアの未来とは」と題して、テレ朝系北海道テレビ放送社長・樋泉実と、系列外のニッポン放送（フジテレビジョン子会社）会長・重村一が参戦して活発な放送媒体のあり方の討論がなされた。

## 司会進行役
朝日新聞東京本社スタッフ
- 星浩（編集委員）
- 坪井ゆづる（論説副主幹）
- 板垣哲也（記者）
- 隈元信一（編集委員）
- 吉田文彦（論説委員）

関連会社スタッフ
- 山田厚史（朝日新聞出版　AERAシニアライター）他

| スタブアイコン | サブスタブ | この項目は、まだ閲覧者の調べものの参照としては役立たない、テレビ番組に関連した書きかけの項目です。この項目を加筆・訂正などしてくださる協力者を求めています（P:テレビ/PJ:放送または配信の番組）。 |